# Tippmix Budapest Grand Prix 2004
Il Tippmix Budapest Grand Prix 2004 è stato un torneo di tennis giocato sulla terra rossa. È stata la 9ª edizione dell'Hungarian Grand Prix, che faceva parte della categoria Tier V nell'ambito del WTA Tour 2004. Si giocava a Budapest in Ungheria, dal 26 aprile al 2 maggio 2004.

## Campioni

### Singolare
Jelena Janković ha battuto in finale  Martina Suchá con il punteggio di 7–6(4), 6–3.

### Doppio
Petra Mandula /  Barbara Schett hanno battuto in finale  Ágnes Szávay /  Virag Nemeth con il punteggio di 6–3, 6–2.